# Quercus takaoyamensis
Quercus takaoyamensis là một loài thực vật có hoa trong họ Cử. Loài này được Makino miêu tả khoa học đầu tiên năm 1920.